# Arquebisbat de Santa Cruz de la Sierra
L'arquebisbat de Santa Cruz de la Sierra (castellà: Arquidiócesis de Santa Cruz de la Sierra; llatí: Archidioecesis Sanctae Crucis de Sierra) és una seu metropolitana de l'Església Catòlica a Bolívia. El 2014 tenia 1.944.000 batejats sobre una població de 2.466.000 habitants. Actualment està regida per l'arquebisbe Sergio Alfredo Gualberti Calandrina.

## Territori
L'arxidiòcesi comprèn les següents províncies del departament bolivià de Santa Cruz: Andrés Ibáñez, Ignacio Warnes, Obispo Santistevan, Sara, Ichilo, Vallegrande, Florida e Manuel Caballero. També comprèn una petita part de la província de Cordillera.
La seu arxiepiscopal és la ciutat de Santa Cruz de la Sierra, on es troba la catedral de Sant Llorenç.
S'estén sobre 50.000  km² i està dividit en 78 parròquies.

## Història
La diòcesi de Santa Cruz de la Sierra va ser erigida el 5 de juliol de 1605, prenent el territori de la diòcesi de La Plata o Charcas (avui arquebisbat de Sucre). Originàriament era sufragània de l'arquebisbat de Lima.
El 20 de juliol de 1609 entrà a formar part de la província eclesiàstica de l'arxidiòcesi de La Plata o Charcas.
El 1649 va instituir-se el seminari diocesà, dedicat a Sant Joan Baptista, que va estar en funcionament fins al 1661. Posteriorment el seminari va ser reobert el 1770.
L'1 de desembre de 1917, el 22 de maig de 1919 i el 27 de gener de 1930 cedí porcions de territori per tal que s'erigissin respectivament els vicariats apostòlics d'El Beni, del Chaco (avui vicariat apostòlic de Camiri) i de Chiquitos (avui bisbat de San Ignacio de Velasco).
El 30 de juliol de 1975 va ser elevada al rang d'arxidiòcesi metropolitana per mitjà de la butlla Quo gravius del Papa Pau VI.

## Cronologia episcopal
- Antonio Calderón de León † (4 de juliol de 1605 - 1621 mort)
- Fernando de Ocampo, O.F.M.Obs. † (1621 - 1632 mort)
- Juan de Zapata y Figueroa † (9 de juliol de 1635 - 1648 mort)
- Juan de Arguinao y Gutiérrez, O.P. † (10 de setembre de 1646 - 10 de novembre de 1659 nomenat arquebisbe de Santafé en Nueva Granada)
- Juan de Riviera (Ribera), O.S.A. † (17 de novembre de 1659 - 1666 mort)
- Bernardino de Cárdenas Ponce, O.F.M.Obs. † (7 de juny de 1666 - 1668 mort)
  - Sede vacante (1668-1672)
- Juan de Isturrizaga, O.P. † (16 de maig de 1672 - 1675 mort)
  - Sede vacante (1675-1680)
- Pedro Cárdenas y Arbieto † (13 de maig de 1680 - 30 de maig de 1684 mort)
- Juan de los Ríos y Berriz, O.P. † (28 d'abril de 1687 - 2 de maig de 1692 mort)
  - Sede vacante (1692-1699)
  - Miguel Álvarez de Toledo, O. de M. † (1697 - ?) (bisbe electe)
- Juan Francisco de Padilla y San Martín, O. de M. † (1 de juny de 1699 - 1705 mort)
- Pedro Vázquez de Velasco † (22 de febrer de 1706 - 1710 mort)
  - Sede vacante (1710-1714)
- Jaime de Mimbela, O.P. † (26 de febrer de 1714 - 20 de març de 1720 nomenat bisbe de Trujillo)
- Juan Cabero y Toledo † (15 d'abril de 1720 - 11 de juny de 1725 nomenat bisbe d'Arequipa)
  - Juan de Moncada Hurtado de Figueroa † (11 de juny de 1725 - de desembre de 1725 mort) (bisbe electe)
- Miguel Bernardino de la Fuente y Rojas † (24 d'abril de 1728 - 7 d'agost de 1741 nomenat bisbe d'Huamanga)
- Andrés de Vergara y Uribe † (7 d'agost de 1741 - 1744 mort)
- Juan Pablo de Olmedo † (23 d'agost de 1745 - 1755 mort)
- Fernando José Pérez de Oblitas † (7 d'abril de 1756 - 1760 mort)
- Francisco Ramón Herboso y Figueroa † (6 d'abril de 1761 - 16 de setembre de 1776 nomenat arquebisbe de La Plata o Charcas)
- Juan Domingo González de la Reguera † (16 de desembre de 1776 - 18 de setembre de 1780 nomenat arquebisbe de Lima)
- Alejandro José de Ochoa † (25 de febrer de 1782 - 11 d'abril de 1791 nomenat bisbe de La Paz)
- José Ramón de Estrada y Orgas † (11 d'abril de 1791 - 1792 mort)
- Manuel Nicolás de Rojas y Argandoña † (18 de desembre de 1795 - 24 de maig de 1803 mort)
  - Sede vacante (1803-1807)
  - Antonio de San Fermín, O. Carm. † (23 de setembre de 1805 - 1806 mort) (bisbe electe)
- Francisco Javier Aldazábal † (23 de març de 1807 - 24 de juny de 1812 mort)
  - Sede vacante (1812-1835)
  - Agustín Francisco de Otondo, C.O. † (1816 - 13 de juny de 1826 mort) (administrador apostòlic)
- José Manuel Fernández de Córdoba y Meló † (24 de juliol de 1835 - 13 de juliol de 1840 nomenat bisbe de La Paz)
  - Sede vacante (1840-1846)
  - Francisco León de Aguirre † (13 de juliol de 1840 - 21 de desembre de 1841 renuncià) (bisbe electe)
- Manuel Ángel del Prado Cárdenas † (19 de gener de 1846 - 28 de setembre de 1855 nomenat arquebisbe de La Plata o Charcas)
- Agustín Gómez Cabezas y Sildo † (19 de gener de 1856 - 23 de maig de 1860 mort)
  - Sede vacante (1860-1869)
- Francisco Javier Rodríguez † (22 de novembre de 1869 - 16 de maig de 1877 mort)
- Juan José Baldivia Morales † (15 de juliol de 1878 - 1 de juny de 1891 nomenat bisbe de La Paz)
- José Belisario Santistevan † (1 de juny de 1891 - 30 de març de 1931 mort)
- Daniel Rivero Rivero † (30 de març de 1931 - 3 de febrer de 1940 nomenat arquebisbe de Sucre)
- Augustín Arce Mostajo † (3 de desembre de 1940 - 22 de maig de 1958 renuncià)
- Luis Aníbal Rodríguez Pardo † (22 de maig de 1958 - 6 de febrer de 1991 jubilat)
- Julio Terrazas Sandoval, C.SS.R. † (6 de febrer de 1991 - 25 de maig de 2013 jubilat)
- Sergio Alfredo Gualberti Calandrina, des del 25 de maig de 2013

## Estadístiques
A finals del 2014, la diòcesi tenia 1.944.000 batejats sobre una població de 2.466.000 persones, equivalent al 78,8% del total.
| any  | població  | població  | població | sacerdots | sacerdots       | sacerdots       | sacerdots             | diaques | religiosos | religiosos | parròquies |
| ---- | --------- | --------- | -------- | --------- | --------------- | --------------- | --------------------- | ------- | ---------- | ---------- | ---------- |
| any  | batejats  | total     | %        | total     | clergat secular | clergat regular | batejats por sacerdot | diaques | homes      | dones      |            |
| 1950 | 150.000   | 153.000   | 98,0     | 43        | 23              | 20              | 3.488                 |         |            |            | 29         |
| 1966 | 375.000   | 390.000   | 96,2     | 61        | 8               | 53              | 6.147                 |         | 78         | 154        | 30         |
| 1970 | 380.000   | 400.000   | 95,0     | 92        | 13              | 79              | 4.130                 |         | 119        | 167        | 30         |
| 1976 | 425.000   | 465.000   | 91,4     | 92        | 10              | 82              | 4.619                 |         | 124        | 203        | 31         |
| 1980 | 620.500   | 640.000   | 97,0     | 91        | 13              | 78              | 6.818                 | 1       | 116        | 230        | 33         |
| 1990 | 1.167.000 | 1.297.000 | 90,0     | 121       | 7               | 114             | 9.644                 | 4       | 182        | 253        | 44         |
| 1999 | 1.300.000 | 1.600.000 | 81,3     | 150       | 28              | 122             | 8.666                 | 5       | 196        | 481        | 55         |
| 2000 | 1.350.000 | 1.650.000 | 81,8     | 164       | 44              | 120             | 8.231                 | 5       | 166        | 421        | 59         |
| 2001 | 1.380.000 | 1.520.000 | 90,8     | 158       | 37              | 121             | 8.734                 | 2       | 205        | 466        | 60         |
| 2002 | 1.400.000 | 2.033.739 | 68,8     | 177       | 30              | 147             | 7.909                 | 2       | 241        | 505        | 75         |
| 2003 | 1.550.000 | 2.033.739 | 76,2     | 202       | 36              | 166             | 7.673                 | 5       | 254        | 589        | 75         |
| 2004 | 1.600.000 | 2.033.739 | 78,7     | 189       | 51              | 138             | 8.465                 | 5       | 218        | 494        | 70         |
| 2010 | 1.805.000 | 2.291.000 | 78,8     | 194       | 66              | 128             | 9.304                 | 6       | 217        | 572        | 72         |
| 2014 | 1.944.000 | 2.466.000 | 78,8     | 182       | 64              | 118             | 10.681                | 5       | 184        | 487        | 78         |